# هارولد راسيل
هارولد راسيل (بالإنجليزية: Harold Russell)‏ (و. 1914 – 2002 م) هو ممثل، وممثل أفلام، وكاتِب، من كندا، توفي في نيدهام، عن عمر يناهز 88 عاماً بسبب نوبة قلبية.

## التعليم
تعلم في جامعة بوسطن.

## الخدمة العسكرية
خدم في القوات البرية للولايات المتحدة.

## جوائز وترشيحات
حصل على جوائز منها:
- جائزة الأوسكار لأفضل ممثل مساعد، عن عمل: أجمل سنوات العمر (1946).

ترشح لـ:
- جائزة الأوسكار لأفضل ممثل مساعد، عن عمل: أجمل سنوات العمر.

## وصلات خارجية
- هارولد راسيل على موقع IMDb (الإنجليزية)
- هارولد راسيل على موقع روتن توميتوز (الإنجليزية)
- هارولد راسيل على موقع ألو سيني (الفرنسية)
- هارولد راسيل على موقع تيرنر كلاسيك موفيز (الإنجليزية)
- هارولد راسيل على موقع أول موفي (الإنجليزية)
- هارولد راسيل على موقع قاعدة بيانات الأفلام السويدية (السويدية)
- هارولد راسيل على موقع إن إن دي بي (الإنجليزية)
- هارولد راسيل على موقع قاعدة بيانات الفيلم (الإنجليزية)
- هارولد راسيل على موقع كينوبويسك (الروسية)